# 國土典宏
國土 典宏（こくど のりひろ、1956年 - ）は、日本の外科医、医学者。東京大学名誉教授。学位は医学博士（東京大学・1988年）。専門は肝癌、胆管癌、膵癌など。
国立国際医療研究センター 理事長。2025年4月に国立国際医療研究センターと国立感染症研究所が統合され発足する『国立健康危機管理研究機構』の初代理事長に就任する。

## 経歴・人物
香川県に生まれる。香川県立高松高等学校を卒業し、東京大学へ入学する。1981年、東京大学医学部医学科を卒業した。
研修医の後、1988年、東京大学医学部助手に着任した。1989年、米国ミシガン大学外科へ留学する。1993年、東京大学医学部助手に就任した。1995年、癌研究会附属病院（現在のがん研究会有明病院）外科に入局する。2001年、東京大学大学院医学系研究科（肝胆膵外科・人工臓器移植外科） 助教授に就任した。2007年、東京大学大学院医学系研究科（肝胆膵外科・人工臓器移植外科）准教授を経て、同年教授に昇進。2017年、東京大学を定年退官し、国立国際医療研究センター理事長に就任した。同年6月、東京大学名誉教授の称号を授与される。

## 著書

### 単著
- 『外科学の原典への招待』南江堂〈臨床雑誌『外科』〉、2015年4月10日。ISBN 978-4-524-25799-7。

など

## 所属学会
- 日本外科学会 専門医・指導医、第2代理事長（在任期間：2012年4月12日 - 2016年4月14日）[7]
- 日本消化器外科学会 専門医・指導医
- 日本肝臓学会 専門医・指導医
- 日本肝胆膵外科学会 高度技能指導医

など